# Operazione Goodwood
(Eisenhower in una lettera a Montgomery prima dell'operazione Goodwood.)
L'operazione Goodwood fu la più grande offensiva sferrata dalle forze britanniche durante la battaglia di Normandia dell'estate 1944 nella seconda guerra mondiale e, in termini di forze impiegate, la più grande battaglia con mezzi corazzati combattuta dall'Esercito britannico nella sua storia. L'offensiva, pianificata dal generale Montgomery per affrontare e sconfiggere le riserve corazzate tedesche, sfondando finalmente il fronte nemico nel settore di Caen con l'impiego in massa delle sue tre divisioni corazzate, si concluse tuttavia in modo deludente.
Nonostante un devastante bombardamento aereo iniziale e alcuni successi locali (le truppe canadesi conquistarono definitivamente Caen), le divisioni corazzate britanniche, intralciate da errori tattici e da difficoltà logistiche, subirono continue perdite contro le difese anticarro ed i panzer delle Divisioni corazzate tedesche. Infine vennero contrattaccate dalle due Panzer-Divisionen di riserva delle Waffen-SS, subendo perdite altissime. Dopo pochi giorni l'offensiva venne sospesa a causa delle perdite di mezzi insostenibili e dell'ormai evidente impossibilità di ottenere uno sfondamento strategico. Nonostante il grave insuccesso tattico, l'operazione Goodwood fu comunque utile ad agganciare il grosso delle forze corazzate tedesche, mantenendole lontane dal settore americano del fronte di Normandia, dove dopo pochi giorni, il 25 luglio, avrebbe avuto inizio l'operazione Cobra, che avrebbe provocato il collasso del fronte occidentale tedesco, consentendo agli americani sia la conquista della Bretagna sia la conversione verso est, intrappolando le truppe tedesche nella sacca di Falaise.